# Anglo American
Anglo American is een Brits/Zuid-Afrikaans, internationaal opererend mijnbouwbedrijf, met zijn hoofdkantoren in Londen en Johannesburg.

## Activiteiten
Het is 's werelds grootste producent van platina (40% van de wereldproductie) en een belangrijke producent van diamanten (via dochterbedrijf De Beers), koper, nikkel, ijzererts en steenkool. Het bedrijf is actief in 15 landen in Afrika, Azië, Australazië, Europa, Noord-Amerika en Zuid-Amerika en had in 2023 wereldwijd 60.000 werknemers in vaste dienst.
In 2023 produceerde het bedrijf zo'n 826.000 ton koper, 40.000 ton nikkel, 60 miljoen ton ijzererts en 16 miljoen ton steelkool. Koper wordt vooral in Chili gewonnen en Anglo American heeft hier drie mijnen. In juli 2022 kwam een nieuwe kopermijn in productie, Quellaveco in Peru. Het ijzererts komt voor twee derde uit Zuid-Afrika, belang van 70% in Kumba Iron Ore, en de rest uit Brazilië. De steenkolen, met name geschikt voor de staalindustrie, worden gewonnen in Australië. De belangrijkste bijdrage aan de operationele winst is afkomstig van de ijzererts- en koperactiviteiten. Verder heeft Anglo American een aandelenbelang van 79% in het beursgenoteerde Anglo American Platinum Limited, Amplat, en 85% van De Beers.

## Geschiedenis
In 1917 werd het bedrijf opgericht door Ernest Oppenheimer. Het begon met het winnen van diamant en in 1924 werd een aanvang gemaakt met het mijnen van koper in Zambia. In 1926 werd Anglo American de grootste aandeelhouder in De Beers Consolidated Mines. Drie jaar later werd Oppenheimer de voorzitter in dit bedrijf. In 1928 werd platina toegevoegd aan de mijnbouwactiviteiten, dit was de basis voor het latere Anglo American Platinum. Tegen het einde van de Tweede Wereldoorlog werd het bedrijf actief in de winning van steenkool en in 1953 volgde uranium. In de jaren zestig van de 20e eeuw volgde een diversificatie in de fabricage van staal en papier. In 1973 volgde de eerste vestiging buiten Afrika en het bedrijf werd actief in Brazilië.
In 2001 werd de beursnotering van De Beers beëindigd. Het kwam in de handen van drie aandeelhouders, waarvan Anglo American de grootste is met een belang van 45%. De familie Oppenheimer houdt 40% van de aandelen en Botswana de laatste 15%. In 2009 verkocht het bedrijf de laatste aandelen in AngloGold Ashanti, waarmee Anglo American niet langer actief is in de winning van goud. In 2011 nam het bedrijf het aandelenbelang van de Oppenheimers over en kreeg hiermee 85% van de aandelen De Beers.
In april 2024 deed BHP een bod op Anglo American. In mei 2024 heeft het bestuur van Anglo American ook het tweede, en verhoogd, bod van BHP afgewezen. Het tweede bod, te voldoen in aandelen BHP, vertegenwoordigde een waarde van US$ 42,7 miljard. Het bestuur van Anglo American heeft vervolgens een splitsing voorgesteld waarbij het wil doorgaan met de activiteiten met betrekking tot ijzererts, koper en kunstmest. Deze laatste activiteit is pas kort geleden gestart, er wordt geïnvesteerd in een nieuwe mijn in Engeland maar deze produceert nog niets. Alle andere activiteiten worden afgestoten volgens het plan.
Aberdeen Asset Management · Admiral Group · Aggreko · AMEC · Anglo American · Antofagasta · ARM Holdings · Associated British Foods · AstraZeneca · Aviva · Babcock International · BAE Systems · Barclays · BG Group · BHP Billiton · BP · British American Tobacco · British Land Company · Sky · BT Group · Bunzl · Burberry · Capita Group · Carnival · Centrica · Compass Group · CRH · Croda International · Diageo · easyJet · Eurasian Natural Resources Corporation · Experian · Fresnillo · G4S · GKN · GlaxoSmithKline · Glencore · Hammerson · Hargreaves Lansdown · HSBC · IMI · Imperial Brands · International Airlines Group · InterContinental Hotels Group · Intertek Group · ITV · Johnson Matthey · Kingfisher · Land Securities Group · Legal & General · Lloyds Banking Group · London Stock Exchange Group · Marks & Spencer · Meggitt · Melrose · Wm Morrison Supermarkets · National Grid · Next · Old Mutual · Pearson · Persimmon · Petrofac · Prudential · Randgold Resources · Reckitt Benckiser · RELX · Resolution · Rexam · Rio Tinto Group · Rolls-Royce Group · Royal Bank of Scotland Group · RSA Insurance Group · SABMiller · Sage Group · J Sainsbury · Schroders · Scottish and Southern Energy · Serco Group · Severn Trent · Shell · Shire · Smith & Nephew · Smiths Group · Standard Chartered · Standard Life · Tate & Lyle · Tesco · Travis Perkins · TUI Travel · Tullow Oil · Unilever · United Utilities · Vedanta Resources · Vodafone · Weir Group · Whitbread · William Hill · Wolseley · Wood Group · WPP Group